# ルーアン＝リヴ＝ドロワ駅
ルーアン＝リヴ＝ドロワ駅(ルーアン＝リヴ＝ドロワえき、フランス語: Gare de Rouen-Rive-Droite)　(訳:ルーアン＝セーヌ川右岸の駅)はフランス国内のフランス国鉄（SNCF）路線網の一主要駅であり、この地方における中心的な駅の一つである。ルーアンの大通りの一つであるジャンヌ・ダルク通りの上手に位置する。幹線鉄道網とTER網の一部となっている。

## 歴史

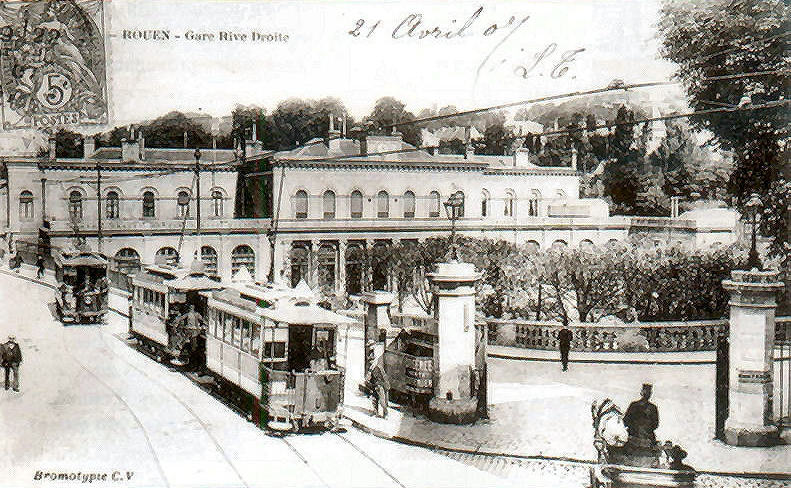
かつての路面電車とヴェルト通り駅（1907年）

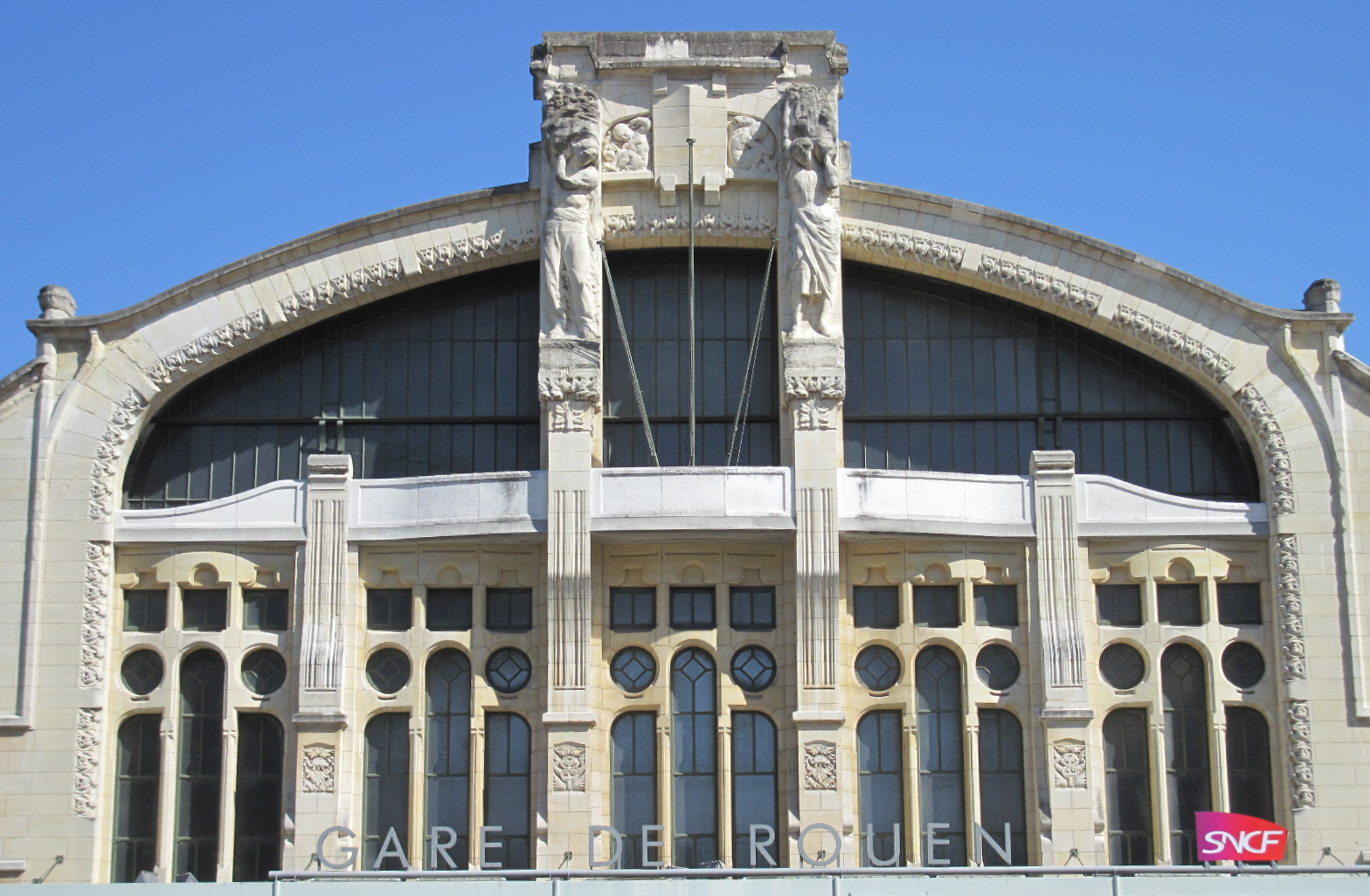
アール・ヌーヴォー形式の現駅舎正面

ルーアンの駅の歴史はパリ・ルーアン間の鉄道が開業した1841年に始まる。最初の駅はセーヌ川左岸に面するサン＝スヴェール地区の船着き場に建設された。一番列車は1843年5月9日にルーアン・サン＝スヴェール駅に到着した。この列車は8時にパリを出発し、12時56分にルーアンに到着した。公式の列車は15分遅くパリを出発した。到着場所において、ルーアン大司教枢機卿により路線に対する祝福が行われた。
1847年、右岸の現在の駅と同じ場所にヴェルト通り駅が開業した。ヴェルト通りの下に位置し、斜路を通ってアクセスしなければならず、また、2つのトンネルの間の200mしか離れていない空間に、ホームと2線の線路があるのみであった。この駅は能力とアクセスが不十分だったため、その建て替えについての公益宣言が1900年12月7日に出された。その後、駅は西部鉄道が国から買い戻した。1916年、ベルギーの詩人、エミール・ヴェルハーレンはこの駅で死亡した。
1912年から、2本のトンネルの間の空間を拡げるための駅の拡張工事が始まった。工事の全期間に亘って、鉄道交通は維持された。建築家アドルフ・デルボーにより行われ、コンシデレ（Considère）、ペルナル（Pelnard）、カコー（Caquot）の研究オフィスによって研究された鉄筋コンクリートの構造が用いられた工事は、1924年までの12年間続いた。
アール・ヌーヴォー様式の新しい駅はガストン・ドゥメルグ共和国大統領の臨席に下、1928年7月4日に落成した。当初、西鉄道の駅若しくはヴェルト通り駅と呼ばれていた駅は、今日、リヴ＝ドロワ駅と呼ばれている。高さ37mの時計塔がある。
1994年12月17日、メトロの開業と同時に乗換駅となった。

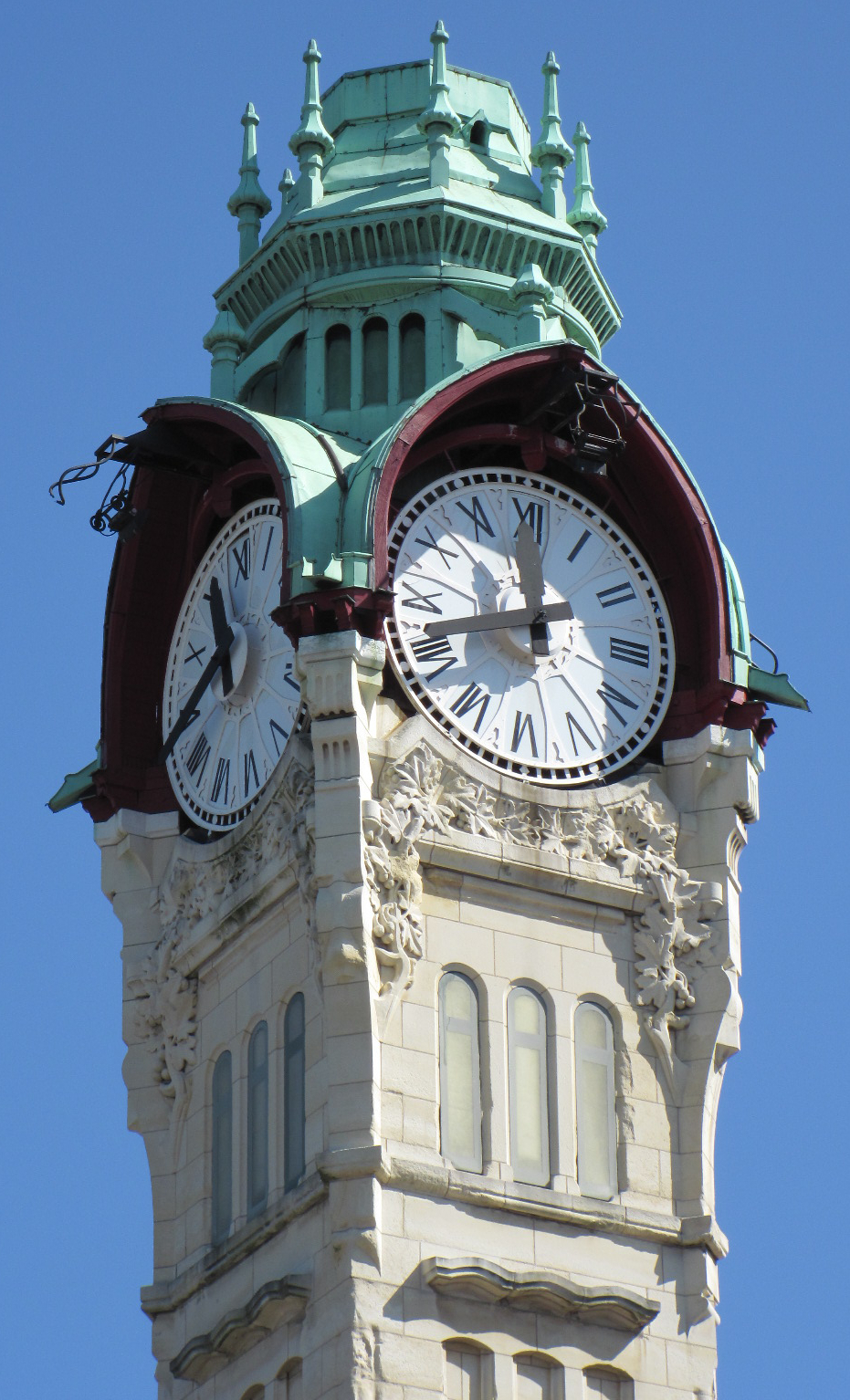
37mの高さを有する駅の塔
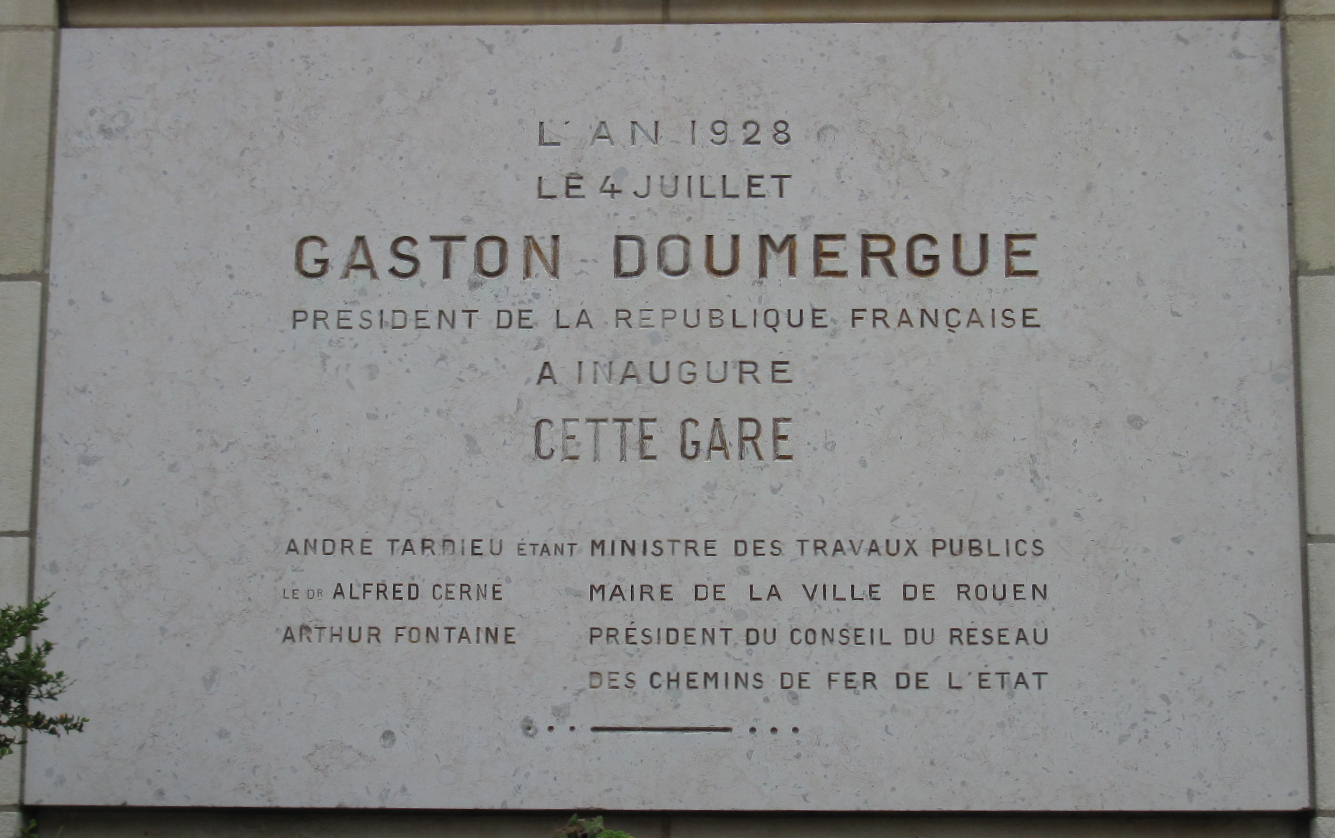
落成記念のプレート
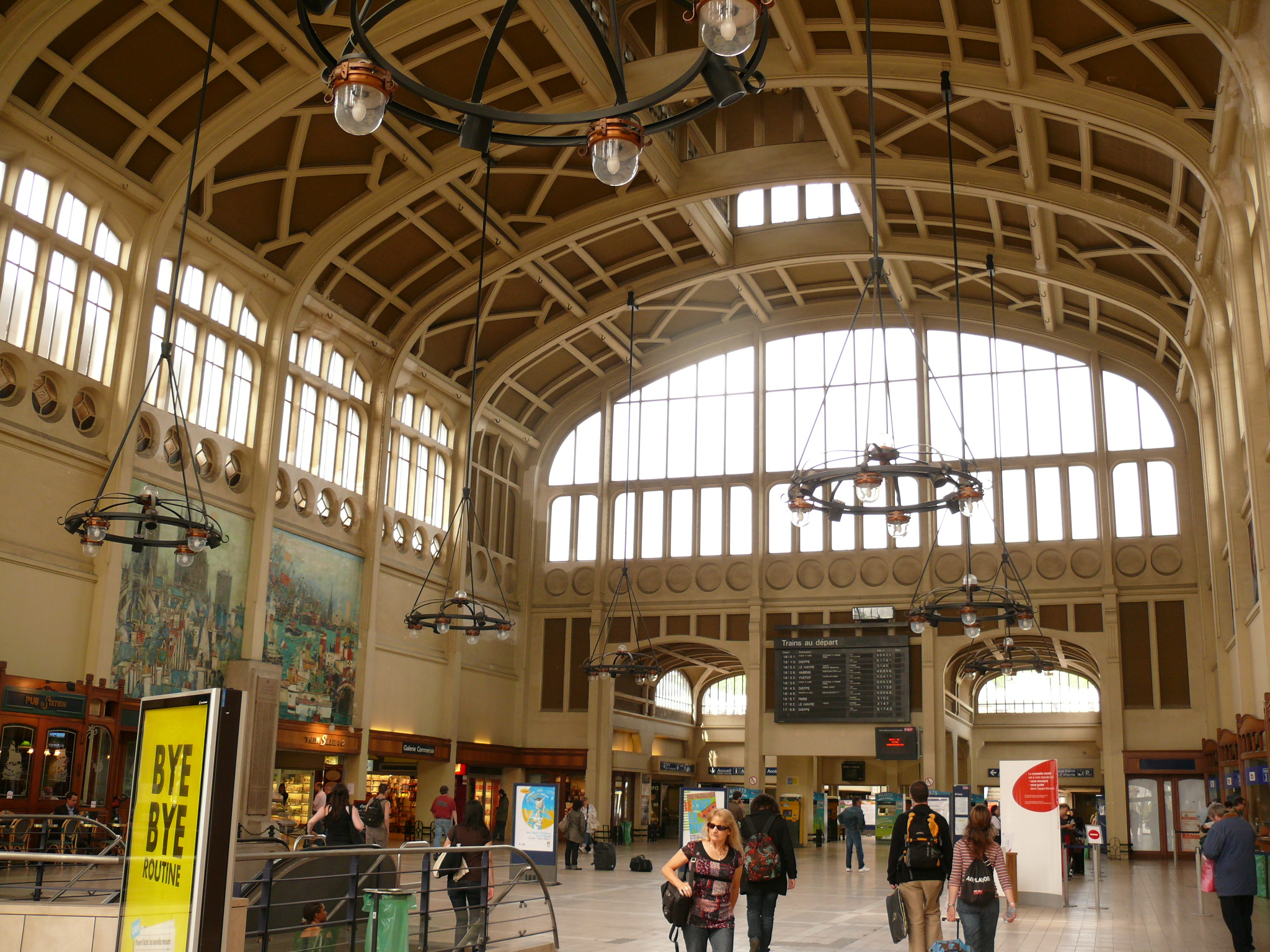
1970年代に改装されたエントランスホールはロベール・サバリ（Robert Savary）がルーアンの栄誉を描いたフレスコ画で装飾されている。

## 利用者数の変化

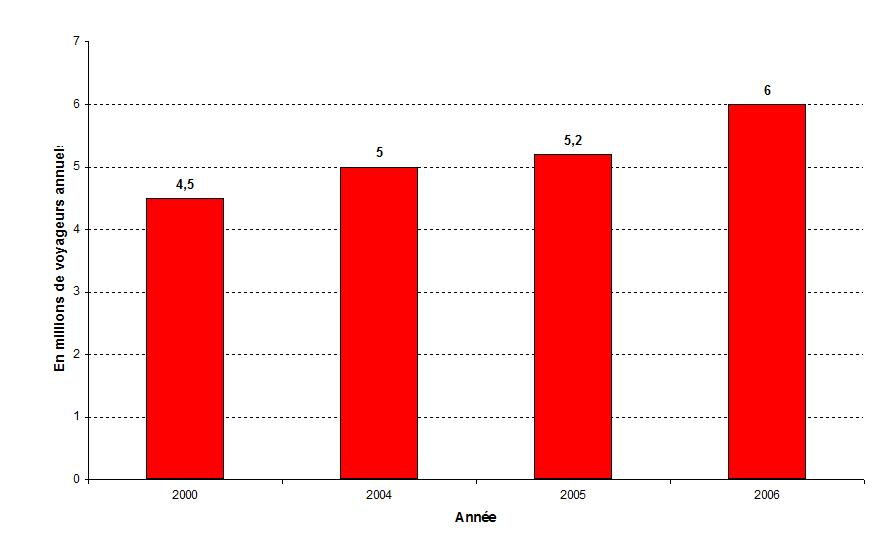
ルーアン＝リブ＝ドロワ駅の年間利用者数

- 2000年 = 4,500万人（フランス国内24位）
- 2004年 = 5,000万人（24位）
- 2005年 = 5,200万人（24位）
- 2008年 = 6,000万人（23位）

## 利用可能な鉄道路線

### TGV
- ル・アーブル - ルーアン＝リヴ＝ドロワ - マント＝ラ＝ジョリ - ヴェルサイユ＝シャンティ - マッシー＝パレゾー - リヨン・パールデュー - ヴァランスTGV - アヴィニョンTGV - マルセイユ・サン・シャルル
毎日一往復

- ル・アーブル - ルーアン＝リヴ＝ドロワ - マント＝ラ＝ジョリ - シャルル・ド・ゴール空港第2TGV - シャンパーニュ＝アルデンヌTGV - ムーズTGV - ロレーヌTGV - ストラスブール
毎日1往復

### コライユ・アンテルシテ（Corail InterCités）
- ル・アーブル - ルーアン＝リヴ＝ドロワ - パリ＝サン＝ラザール
- ディエップ - ルーアン＝リヴ＝ドロワ - パリ＝サン＝ラザール

### TER

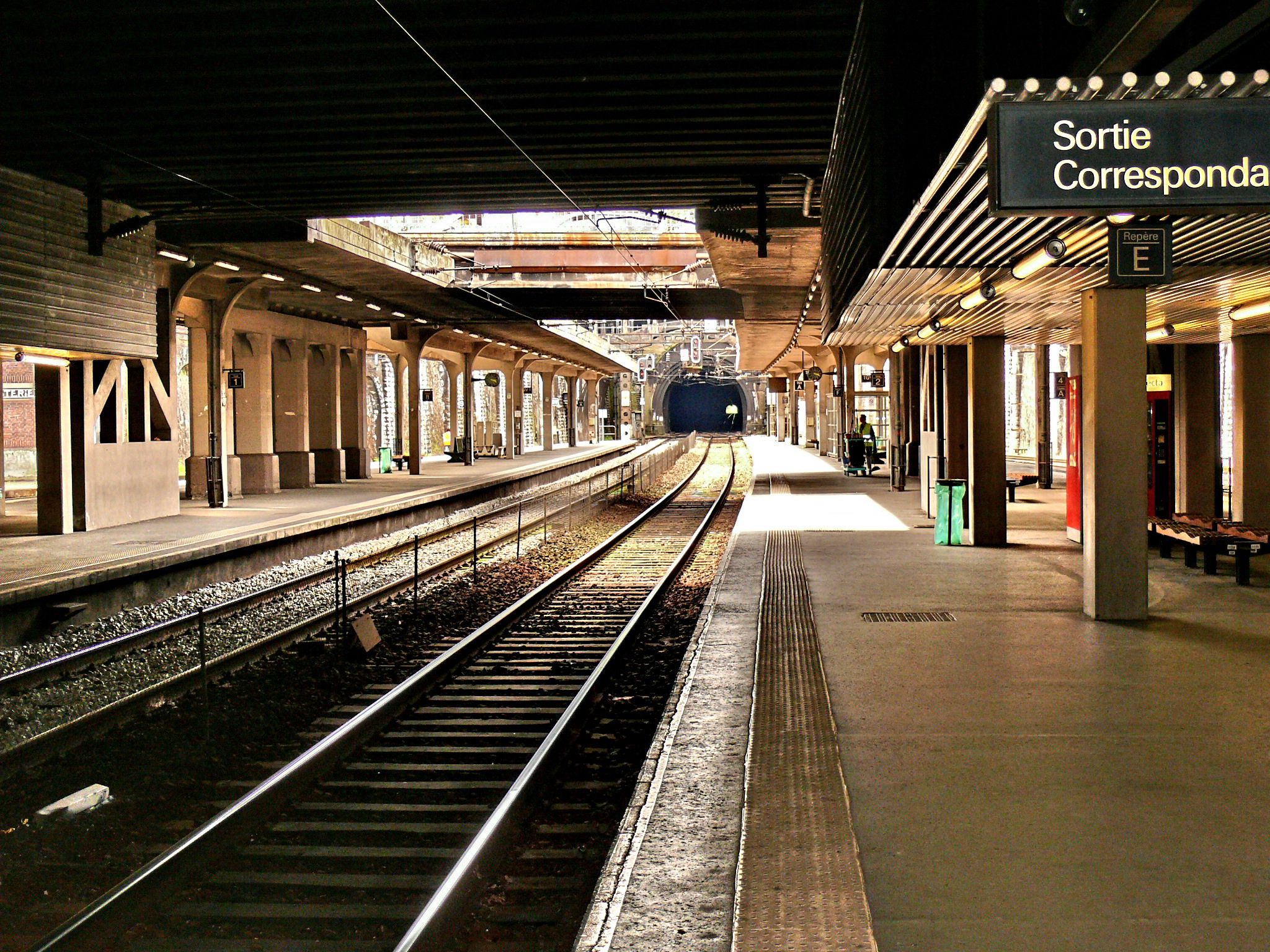
駅のホームは2つのトンネルの間の低層部に位置している。エスカレーターがホームから駅本屋へ登る旅客を補助する。

- ルーアン＝リヴ＝ドロワ - パリ＝サン＝ラザール
- ルーアン＝リヴ＝ドロワ - イヴトー - ル・アーブル
- ルーアン＝リヴ＝ドロワ - エルブーフ＝サントーバン - カーン
- ルーアン＝リヴ＝ドロワ - ディエップ
- ルーアン＝リヴ＝ドロワ - アミアン - リール＝フランドル

## ルーアンにあるその他の駅
かつて、ルーアンには様々な鉄道会社が所有するいくつもの駅があった。
これらの駅のうち幾つかは、以下の20世紀初めのポストカードで見る事が出来る。

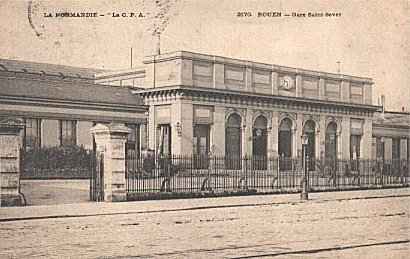
ルーアン・サン＝スヴェール駅は、市中にあった最初の駅であり、路線がル・アーブルへ延伸されるまではパリ方面の発着に使われていた。1980年代初頭までは旅客列車の発着があったが、現在ではSernam(荷物輸送)のために使われている。
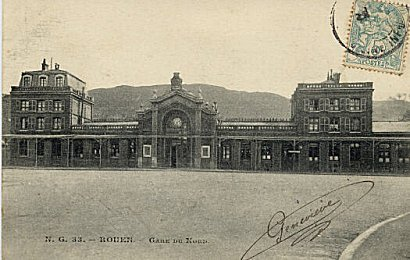
ルーアン＝マルタンヴィル駅（北駅）はかつて、アミアン-ルーアン線のターミナルだった。1867年に路線開通に合わせて建設され、1894年にこのポストカードに写されている駅舎へと建て替えられた。その後、駅舎は1980年代に解体された。
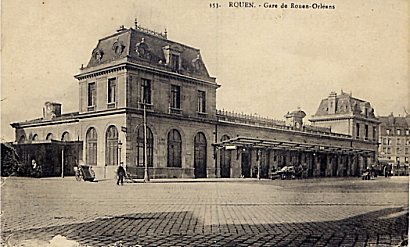
ルーアン-オルレアン線が発着していた、オルレアン鉄道の駅。まず、1883年に、ボワエルデュー橋のたもとにあるカルノ広場に建設された後、1894年にジュスト・リシュにより建て替えられた。駅は1944年に破壊され、現在は都市行政機関の用地となっている。

## 接続

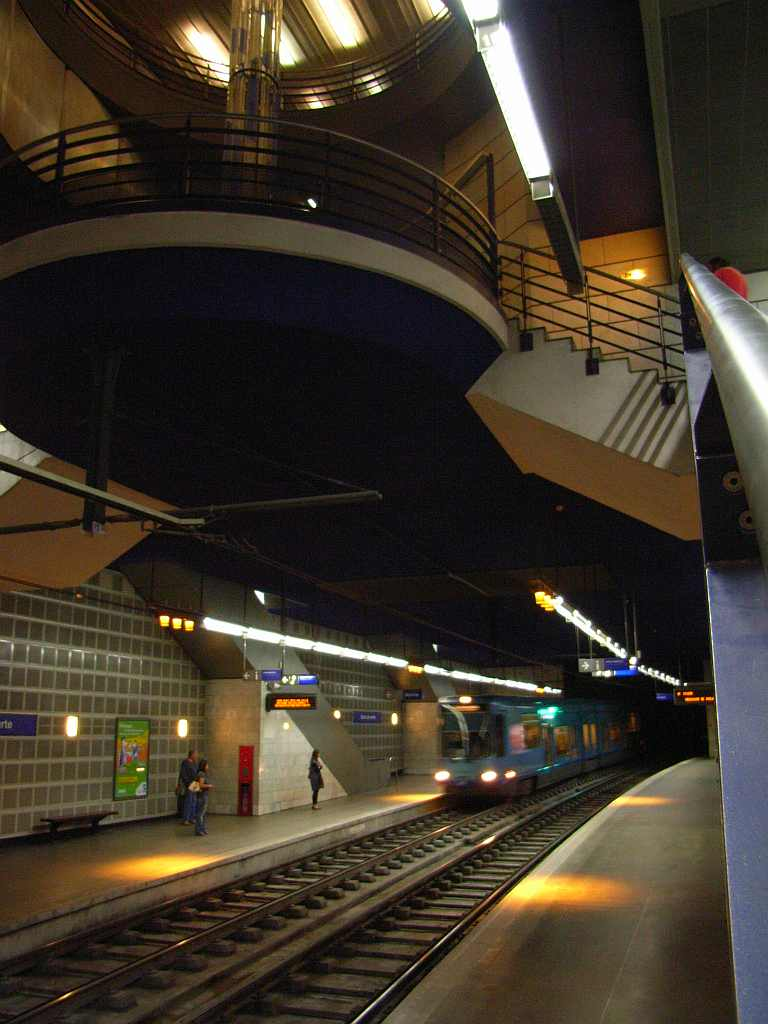
ヴェルト通り駅

1994年のルーアンメトロ(LRT。都心部が地下線であるため公式にメトロと呼称される)の開業と共に乗換駅が建設された。地下駅である。メトロ2路線の他、複数のバス路線が発着する。駅は多くの芸術作品で装飾されている。
- メトロ
  - テクノポール線
  - ジョルジュ・ブラック線
- バス

4、8、11、13、Noctambus